# Temporada da WTA de 1986
O WTA Tour de 1986 (conhecido comercialmente como Virginia Slims World Championship Series) foi a décima sexta temporada desde a fundação da Women's Tennis Association. Começou em 24 de março de 1986 e terminou em 24 de novembro de 1986 depois de 41 eventos.
A "Virginia Slims World Championship Series" foi a turnê de elite do tênis feminino profissional organizado pela Women's Tennis Association (WTA). A marca "Virginia Slims World Series" foi utilizada no lugar do "WTA Tour" de 1983 a 1987 e contou com torneios que anteriormente faziam parte da "Toyota Series" e da "Avon Series". O circuito incluiu os quatro torneios do Grand Slam, e uma série de outros eventos. Os torneios ITF não faziam parte do tour, embora concedessem pontos para o WTA World Ranking. O Australian Open não foi realizado em 1986 devido à data de início do torneio ter sido transferida de novembro do para janeiro.

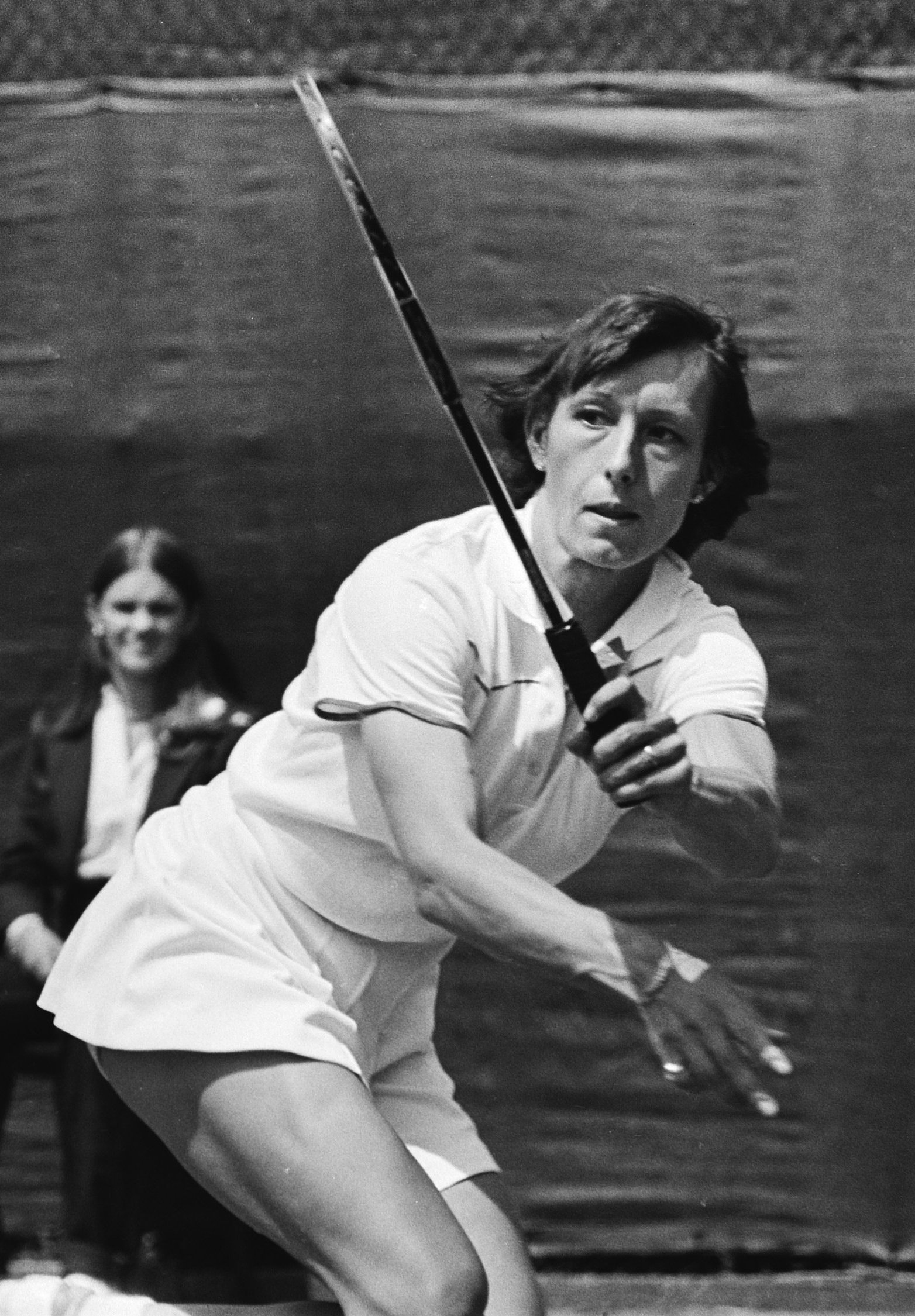
Martina Navratilova ganhou 9 títulos na temporada.

## Ranking de final de ano
Lista das 20 primeiras do ranking de final de ano da WTA de 1986 (21 de dezembro de 1986) em competições de simples e duplas:
| Ranking de simples de final de ano | Ranking de simples de final de ano | Ranking de simples de final de ano | Ranking de simples de final de ano | Ranking de simples de final de ano |
| ---------------------------------- | ---------------------------------- | ---------------------------------- | ---------------------------------- | ---------------------------------- |
| Nº                                 | Jogadora                           | Pontos                             | 1985                               | F                                  |
| 1                                  | Martina Navratilova (USA)          | 280.4807                           | 1                                  | =                                  |
| 2                                  | Chris Evert (USA)                  | 231.3610                           | 2                                  | =                                  |
| 3                                  | Steffi Graf (FRG)                  | 201.5582                           | 6                                  | +3                                 |
| 4                                  | Hana Mandlíková (TCH)              | 120.2212                           | 3                                  | -1                                 |
| 5                                  | Pam Shriver (USA)                  | 105.0486                           | 4                                  | -1                                 |
| 6                                  | Helena Suková (TCH)                | 105.0105                           | 9                                  | +3                                 |
| 7                                  | Claudia Kohde-Kilsch (FRG)         | 77.6406                            | 5                                  | -2                                 |
| 8                                  | Kathy Rinaldi (USA)                | 66.3091                            | 11                                 | +3                                 |
| 9                                  | Gabriela Sabatini (ARG)            | 62.3303                            | 12                                 | +3                                 |
| 10                                 | Manuela Maleeva (BUL)              | 60.2089                            | 7                                  | -3                                 |
| 11                                 | Zina Garrison (USA)                | 56.2920                            | 8                                  | -3                                 |
| 12                                 | Bettina Bunge (FRG)                | 46.8175                            | 23                                 | +11                                |
| 13                                 | Bonnie Gadusek (USA)               | 42.1743                            | 10                                 | -3                                 |
| 14                                 | Lori McNeil (USA)                  | 39.9400                            | 93                                 | +79                                |
| 15                                 | Kathy Jordan (USA)                 | 37.6000                            | 19                                 | +4                                 |
| 16                                 | Robin White (USA)                  | 37.4706                            | 32                                 | +16                                |
| 17                                 | Catarina Lindqvist (SWE)           | 33.5397                            | 13                                 | -4                                 |
| 18                                 | Wendy Turnbull (AUS)               | 32.5311                            | 14                                 | -4                                 |
| 19                                 | Stephanie Rehe (USA)               | 32.1875                            | 18                                 | -1                                 |
| 20                                 | Carling Bassett (CAN)              | 30.2805                            | 15                                 | -5                                 |

| Ranking de duplas de final de ano | Ranking de duplas de final de ano | Ranking de duplas de final de ano | Ranking de duplas de final de ano | Ranking de duplas de final de ano |
| --------------------------------- | --------------------------------- | --------------------------------- | --------------------------------- | --------------------------------- |
| Nº                                | Jogadora                          | Pontos                            | 1985                              | F                                 |
| 1                                 | Martina Navratilova (USA)         | 535.5814                          | 2                                 | +1                                |
| 2                                 | Pam Shriver (USA)                 | 517.8715                          | 1                                 | -1                                |
| 3                                 | Helena Suková (TCH)               | 314.8571                          | 3                                 | =                                 |
| 4                                 | Steffi Graf (FRG)                 | 285.5536                          | 50                                | +46                               |
| 5                                 | Claudia Kohde-Kilsch (FRG)        | 284.1027                          | 4                                 | -1                                |
| 6                                 | Wendy Turnbull (AUS)              | 265.3746                          | 8                                 | +2                                |
| 7                                 | Hana Mandlíková (TCH)             | 235.0833                          | 6                                 | -1                                |
| 8                                 | Elizabeth Smylie (AUS)            | 224.3523                          | 7                                 | -1                                |
| 9                                 | Gabriela Sabatini (ARG)           | 221.9874                          | 54                                | +45                               |
| 10                                | Kathy Jordan (USA)                | 166.6954                          | 5                                 | -5                                |
| 11                                | Elise Burgin (USA)                | 163.4288                          | 16                                | +5                                |
| 12                                | Rosalyn Fairbank (RSA)            | 133.8172                          | 15                                | +3                                |
| 13                                | Andrea Temesvári (HUN)            | 137.8000                          | 13                                | =                                 |
| 14                                | Chris Evert (USA)                 | 135.4000                          | 11                                | -3                                |
| 15                                | Betsy Nagelsen (USA)              | 163.0163                          | 24                                | +9                                |
| 16                                | Catherine Tanvier (FRA)           | 122.1875                          | 37                                | +21                               |
| 17                                | Gigi Fernández (USA)              | 117.7792                          | 10                                | -7                                |
| 18                                | Zina Garrison (USA)               | 115.6818                          | 44                                | +26                               |
| 19                                | Bettina Bunge (FRG)               | 114.4018                          | 23                                | +4                                |
| 20                                | Anne White (USA)                  | 113.3373                          | 22                                | +2                                |